# Охотски зеленокрак брегобегач
Охотският зеленокрак брегобегач (Tringa guttifer) е вид птица от семейство Бекасови (Scolopacidae). Видът е застрашен от изчезване.

## Разпространение и местообитание
Разпространен е в Бангладеш, Бруней, Виетнам, Индия, Индонезия, Камбоджа, Китай, Малайзия, Мианмар, Русия, Северна Корея, Сингапур, Тайланд, Филипините, Хонконг, Южна Корея и Япония.